# Mistrovství světa ve vodním slalomu 1969
Mistrovství světa ve vodním slalomu 1969 se uskutečnilo v francouzském Bourg-Saint-Maurice pod záštitou Mezinárodní kanoistické federace. Jednalo se o 11. mistrovství světa ve vodním slalomu.

## Muži

### Kánoe
| Závod       | Zlato | Body   | Stříbro                                                                                                   | Body   | Bronz | Body   |
| C1          | Wolfgang Peters (FRG) | 364.32 | Reinhold Kauder (FRG)                                                                                     | 386.90 | Zbyněk Pulec (TCH) | 390.61 |
| C1 družstvo | Západní Německo Wolfgang Peters Harald Cuypers Reinhold Kauder                                                                | 609.71 | Československo František Kadaňka Zbyněk Pulec Petr Sodomka                                                | 722.32 | Francie Claude Baux Michel Trenchant François Bonnet                                                                    | 793.31 |
| C2          | Francie Jean-Claude Olry Jean-Louis Olry                                                                                      | 363.53 | Československo Zdeněk Měšťan Ladislav Měšťan                                                              | 380.73 | Československo Zdeněk Valenta Miroslav Stach                                                                            | 383.72 |
| C2 družstvo | Západní Německo Hermann Roock a Norbert Schmidt Manfred Heß a Wolfgang Wenzel Karl-Heinz Scheffer a Heinz-Jürgen Steinschulte | 604.38 | Československo Zdeněk Valenta a Miroslav Stach Jiří Dejl a Zdeněk Sklenář Zdeněk Měšťan a Ladislav Měšťan | 711.53 | Francie Jean-Claude Olry a Jean-Louis Olry Alain Duvivier a Dominique Duvivier Louis Devilleneuve a Pierre Devilleneuve | 755.69 |

### Kajak
| Závod       | Zlato                                                 | Body   | Stříbro                                                            | Body   | Bronz                                                       | Body   |
| K1          | Claude Peschier (FRA)                                 | 272.92 | Werner Zimmermann, Jr. (SUI)                                       | 284.17 | Werner Rosener (FRG)                                        | 285.14 |
| K1 družstvo | Francie Patrick Maccari Claude Peschier Alain Colombe | 341.02 | Spojené království Kenneth Langford Raymond Calverley John MacLeod | 420.82 | Západní Německo Ulrich Peters Jürgen Gerlach Werner Rosener | 466.26 |

## Ženy

### Kajak
| Závod       | Zlato                                                       | Body   | Stříbro                                                         | Body   | Bronz                | Body   |
| K1          | Ludmila Polesná (TCH)                                       | 314.18 | Ulrike Deppe (FRG)                                              | 365.20 | Jana Zvěřinová (TCH) | 369.45 |
| K1 družstvo | Západní Německo Bärbel Körner Ulrike Deppe Brigitte Schwack | 691.44 | Československo Bohumila Kapplová Jana Zvěřinová Ludmila Polesná | 875.86 | –                    |        |

## Mix

### Kánoe
| Závod       | Zlato                                                                                                   | Body   | Stříbro | Body    | Bronz                                                                                         | Body    |
| C2          | Československo Jitka Traplová Milan Svoboda                                                             | 342.56 | Francie Jarka Lutz Claude Lutz                                                                              | 360.57  | Československo Hana Křížková Jiří Koudela                                                     | 360.70  |
| C2 družstvo | Československo Hana Křížková a Jiří Koudela Jitka Traplová a Milan Svoboda Alena Prouzová a Petr Horyna | 563.21 | Francie Jarka Lutz a Claude Lutz Françoise Labarelle a Ernest Labarelle Marie-France Curtil a Daniel Curtil | 1133.12 | USA Nancy Southworth a Tom Southworth Gay Fawcett a Mark Fawcett Louise Wright a Paul Liebman | 1345.20 |

## Medailové pořadí zemí
| Pořadí | Země               | Zlato | Stříbro | Bronz | Celkem |
| ------ | ------------------ | ----- | ------- | ----- | ------ |
| 1      | Západní Německo    | 4     | 2       | 2     | 8      |
| 2      | Československo     | 3     | 4       | 4     | 11     |
| 3      | Francie            | 3     | 2       | 2     | 7      |
| 4      | Švýcarsko          | 0     | 1       | 0     | 1      |
| 4      | Spojené království | 0     | 1       | 0     | 1      |
| 6      | USA                | 0     | 0       | 1     | 1      |
| Celkem | Celkem             | 10    | 10      | 9     | 29     |